# Chrysosplenium hydrocotylifolium
Chrysosplenium hydrocotylifolium är en stenbräckeväxtart som beskrevs av H. Lév. och Eugène Vaniot. Chrysosplenium hydrocotylifolium ingår i släktet gullpudror, och familjen stenbräckeväxter.

## Underarter
Arten delas in i följande underarter:
- C. h. emeiense
- C. h. guangdongense